# Léon Theremin
Léon Theremin (født Lev Sergejevitj Termen, russisk: Лев Сергеевич Термен) (27. august 1896 i Sankt Petersborg – 3. november 1993 Moskva) var en russisk og sovjetisk opfinder.
I 1916 afsluttede russeren Léon Theremin to meget forskellige uddannelser. Dels som radioingeniør og dels en konservatorieuddannelse som cellist. Det blev i spændingsfeltet mellem disse to poler, hans liv kom til at folde sig ud.
Efter at have ledet en af bolsjevikkernes lokalradio stationer under den russiske revolution blev Theremin stærkt fascineret af radiointerferens og elektromagnetiske bølger.
En følelse af, at den mekaniske måde, man frembringer toner på en cello på, var ude af trit med musikkens æteriske væsen, fik Theremin til at vende sin interesse for elektricitetens egenskaber mod musikken. 5. august 1920 demonstrerede han for første gang sit nyudviklede elektroniske musikinstrument.
Han fik i 1922 lov til at demonstrere instrumentet for en meget begejstret Lenin, der straks beordrede 600 eksemplarer konstrueret, men Lenin døde, før dette blev virkelighed.
Efter Stalins overtagelse af magten i Rusland skiftede indstillingen til eksperimenterende kunst radikalt. I første omgang dog uden betydning for Theremin, der fik lov til at forlade Rusland for at demonstrere sit instrument. Efter stor succes i Frankrig, Tyskland og England endte han i 1927 i New York, hvor han blev indtil 1938.
Han patenterede sit instrument under navnet 'Thereminvox' i 1928, men skar senere endelsen af, så instrumentet fik navnet 'Theremin'. Det betjenes helt uden nogen form for fysisk berøring, blot ved at bevæge hænderne i nærheden af instrumentets sensorer. Lyden af instrumentet tiltrak moderne komponister som Cowell og Edgard Varèse. Dirigenten Leopold Stokowski eksperimenterede desuden med at erstatte kontrabasserne i sit orkester med thereminer. Størst succes fik instrumentet dog på soundtracks til science fiction film, hvor den særlige svævende klang nærmest blev synonym med UFOer og rumvæsener.
I 1938 blev Theremin kidnappet[kilde mangler] i New York af NKVD, forløberen for KGB, og ført tilbage til Sovjetunionen. Her blev han sendt i sibirisk fangelejr, og i vesten troede man ham død. Han blev dog overført fra fangelejren til et militært laboratorium, hvor han måtte opfinde aflytningsudstyr frem for musikinstrumenter.
Først med perestrojka, helt i slutningen af Theremins liv, blev det igen muligt for ham at beskæftige sig med sit elektroniske instrument. I de sidste år før sin død besøgte han atter vesten og høstede anerkendelse som en af den elektroniske musiks pionerer.